# Servignat
Servignat település Franciaországban, Ain megyében. Lakosainak száma 180 fő (2022. január 1.). Servignat Chavannes-sur-Reyssouze, Mantenay-Montlin, Saint-Jean-sur-Reyssouze és Saint-Trivier-de-Courtes községekkel határos.

## Népesség
A település népessége az elmúlt években az alábbi módon változott:
| Lakosok száma | 194  | 130  | 136  | 151  | 169  | 176  | 175  | 174  | 173  | 180  |
|               | 1968 | 1982 | 1990 | 2006 | 2013 | 2015 | 2017 | 2019 | 2020 | 2022 |